# Йохансен, Карл
Карл Йо́хансен (фар. Carl Johansen; 1867, Копенгаген, Дания — не ранее 1930, Дания) — датский и фарерский церковный деятель, футболист, игравший на позиции нападающего, тренер, функционер. Один из сооснователей датского футбольного клуба «Фрем» и основатель фарерского футбольного клуба «МБ».

## Биография
Карл родился в 1867 году в семье плотника Уйсака Йохансена, переехавшего с Фарерских островов в Копенгаген в 1852 году. Его мать была датчанкой. Футболом он увлёкся во время учёбы. 17 июля 1886 года Карл со своими товарищами основал футбольный клуб «Фрем». Он стал не только футболистом этой команды, но и занял в ней административную должность, отвечая за организацию игр и ведение послематчевых отчётов. Карл был ключевым игроком «Фрема» и принял участие в победном матче против флагмана датского футбола «КБ», состоявшемся 16 марта 1890 года. В 1891 году он был избран клубным председателем и занимал этот пост на протяжении трёх лет. Тогда же Карл женился на уроженке Торсхавна Йоуханне. В 1893 году пара переехала из Копенгагена на фарерский остров Воар, где Карл стал приходским священником.
Новый священнослужитель активно занялся популяризацией футбола на Воаре. Известно, что его страсть к футболу была настолько велика, что он сокращал проповеди, дабы поскорее выйти на поле. По этой же причине Карл носил под рясой священнослужителя футбольную форму, и за это прихожане прозвали его «Пастором футбола». Одну из своих проповедей Карл случайно завершил словом «гол» вместо «аминь». Полноценную футбольную команду Карлу удалось сформировать 22 января 1905 года — благодаря его усилиям в Мивоавуре возник клуб «МБ». Карл являлся одновременно игроком, тренером и председателем «МБ». 29 июля 1913 года он также возглавил Фарерский футбольный союз — предшественник Федерации футбола Фарерских островов, став его первым председателем. 24 сентября 1914 года Карл со своей женой навсегда покинул Воар. На проводы «Пастора футбола» собрался весь Мивоавур.
Карл переехал в город Верфлинге на острове Фюн, где начал управлять местным приходом. 6 января 1915 года умерла его жена Йоуханна, и вскоре после этого священник женился на датчанке. В 1930 году он получил благодарственное письмо от «МБ» по случаю 25-летия клуба.

## Достижения
«МБ Мивоавур»
- Обладатель Кубка Вызова Фарерских островов (1): 1914 (как игрок и тренер)